# ایسکرا (استان کرجالی)
ایسکرا (به بلغاری: Iskra) یک منطقهٔ مسکونی در بلغارستان است که در شهرستان آردینو واقع شده‌است.
 ایسکرا ۱٫۸۸۴ کیلومتر مربع مساحت و ۶۵ نفر جمعیت دارد.